# Horns Ende
Horns Ende ist ein Roman von Christoph Hein aus dem Jahr 1985.
Fünf sehr verschiedene Erzähler erinnern sich Anfang der 1980er Jahre an ein Ereignis, das ein Vierteljahrhundert zurückliegt. Am 1. September 1957 bringt sich der Leipziger Historiker Dr. Horn im Wald nahe bei der Kleinstadt Guldenberg im Kreis Wildenberg um.

## Die Erzähler
Über acht Kapitel hinweg kommen Einwohner aus Guldenberg in 39 Beiträgen zu Wort. Es geht in diesen Wortmeldungen eigentlich weniger um das Titelthema Horns Ende, sondern mehr um die Sorgen, Nöte, Befindlichkeiten und Schicksale des jeweiligen Erzählers selbst. Die Erzähler sind
- Dr. Spodeck, behandelnder Praktischer Arzt Horns,
- Thomas, 12-jähriger Sohn des Apothekers Puls, Paul Fischlingers Freund,
- Gertrude Fischlinger, Pauls Mutter, Horns Zimmervermieterin,
- Kruschkatz, Bürgermeister, ehemals Historiker in seiner Heimatstadt Leipzig und
- Marlene Gohl, geistig verwirrte Tochter des Kunstmalers Gohl.

## Inhalt
Als Frau Fischlinger das erste Mal zu Wort kommt, erzählt sie über Horns Ankunft in Guldenberg. Die liegt Jahre zurück. Herrn Horn, dem neuen Leiter des Museums auf der Guldenburg, war von der Stadt Guldenberg eine Wohnung versprochen worden. Als der Museumsleiter anreist, wird er von der Stadt kurzerhand zu Frau Gertrude Fischlinger geschickt. Die Frau, die – ganz auf sich gestellt – einen kleinen Gemischtwarenladen betreibt, ist verwundert. Trotzdem gibt sie ihr Wohnzimmer her. Frau Fischlingers Ehemann, ein Ganove, war bald nach der Hochzeit auf Nimmerwiedersehen davongelaufen. Die Frau lebt seither mit ihrem Sohn Paul – einem 10-jährigen, schwer erziehbaren Jungen – allein. Der später Halbwüchsige schlägt die Mutter. Horn wohnt bis zu seinem Tod bei Frau Fischlinger. Die Vermieterin verschweigt im Nachhinein ihre Enttäuschung über Herrn Horns völlig fehlende Herzlichkeit nicht.
Bürgermeister Kruschkatz berichtet, Horns Leiche sei am 1. September – einem Sonntag – von Schulkindern im Wald gefunden worden und gibt in dem Zusammenhang ein merkwürdiges Zusammentreffen wieder. Etwa ein Jahr nachdem Horn angereist ist, begegnen sich beide zufällig in der Stadt. Sie reden sich mit „Genosse“ an. Kruschkatz hatte damals in Leipzig in der „Kommission“ gesessen und Horn den „Beschluss der Parteileitung“ erläutert. Nach dem Leipziger „Verfahren“ hatten sich die Wege der zwei Historiker getrennt. Kruschkatz weiß, es war Unrecht geschehen – Horns Karriere als Wissenschaftler war beendet. Er, Kruschkatz selbst, hatte seinen Anteil daran gehabt. Horn war aus der Partei ausgeschlossen worden. Kruschkatz hatte den Ausschluss beantragt. Horns Fehler waren seine „feigen Zugeständnisse an die bürgerliche Ideologie“ gewesen.
Neunzehn Jahre war Kruschkatz Bürgermeister von Guldenberg; war also trotz des grausigen Fundes im Wald im Amt geblieben. Bei alledem, so blickt Kruschkatz zurück, habe ihn der tote Horn die Frau gekostet. Wie manches relevante Faktum im Roman, so wird auch das Zerbrechen dieser Ehe lediglich angedeutet und sukzessive durch Bemerkungen am Rande unzureichend erhellt. Irene Kruschkatz gehört zu denen in Guldenberg, die dem Bürgermeister die Schuld am Tode Horns geben. Nach dem Tode Horns löst das Begehren ihres Mannes im Bett bei Irene Kälte, Gleichgültigkeit und Ekel aus.
Die zweite Untersuchung gegen Horn wird in Guldenberg kurz vor seinem Tode unter dem Vorwurf des Revisionismus eingeleitet. Horns Schwester Marianne Brockmeier wohnt in Westdeutschland. Er wird nach Westkontakten befragt. Auch der Erzähler Kruschkatz wird vorgeladen, als der „Vertreter des intellektuellen Kleinbürgertums entlarvt“ wird.

## Zitat
- „Wenn du mich vergißt, erst dann sterbe ich wirklich.“[6]

## Form
Siehe auch Kapitel „Erzähler“ oben.
Die Form des Romans ist konkret und schwammig zugleich. Es wird ziemlich genau erzählt, doch der Leser tappt im Dunkeln. Das Textverständnis wird durch die Präsenz der fünf Erzähler erschwert. Der Leser rätselt andauernd: Aus welchem zeitlichen Abstand erzählt der jeweilige Wortführer im gerade vorliegenden der 39 Beiträge? Im Fall des Bürgermeisters Kruschkatz ist allerdings eine Überschlagsrechnung möglich. Kruschkatz und Horn treffen in Guldenberg um 1952 aufeinander. Kruschkatz ist neunzehn Jahre Bürgermeister und lebt darauf ungefähr acht Jahre in einem Leipziger Altersheim. Also erzählt er im achten Kapitel etwa um das Jahr 1980.
Beherrschendes Hintergrundthema des Romans ist die Denunziation. Nicht nur Horn wird von den eigenen Genossen 1952 fortgejagt und 1957 denunziert, sondern anno 1943 wurde die Familie Gohl von einem unbekannten Guldenberger angezeigt, weil sie angeblich „unwertes Leben“ verberge. Gertrude Fischlinger erzählt die erschütternde Geschichte der Frau Gohl. Der Mutter gelingt es, die Nazis zu täuschen – sich für Marlene auszugeben. Frau Gohl opfert sich; geht für die kranke Tochter in den Tod. Guldenberg und Umgebung wird als der Sumpf dargestellt. Darin wird Marlene – wiederum von einem Unbekannten – vergewaltigt. Dem nicht genug. Kruschkatz erzählt von seinem Amtsvorgänger Franz Schneeberger. Der Veteran wird nach unsinniger Anklage für ein paar Tage inhaftiert und zerbricht daran.
Bei aller hinhaltender Erzähltechnik besticht der Roman durch äußerst eindringliche Lebensbilder. Gemeint sind Dr. Spodecks Eingeständnis seines erbärmlichen Lebens, der Einblick in die Phantasiewelt eines Kindes – hier der des Apothekersohnes Thomas, die entsetzlichen Aufschreie der gequälten Seele Marlene Gohl und die Offenbarung Gertrude Fischlingers, ihr Verhältnis mit Horn betreffend.

## Interpretation
Sinngebung
Der Leser muss sich die Beweggründe für Horns Tat mühevoll zusammenreimen. Bei Barner wird in dem Zusammenhang aus dem Roman zitiert: „Für wen arbeiten Sie, Horn?“ Der 12-jährige Erzähler Thomas hatte die Frage eines fremden Mannes, hinter der Tür an Horn gestellt, erlauscht. Der Bearbeiter in Barners Literaturgeschichte schlussfolgert aus der Schlüssellochszene, Horn habe Hand an sich gelegt, weil er „von Parteidogmatikern und Staatssicherheitsdienst verfolgt“, nicht mehr weiter wusste.
Nationalsozialismus
In dem Buch ist die Rolle der Zigeuner über weite Strecken undurchschaubar. Alljährlich kampieren sie monatelang auf einer Guldenberger Wiese und bringen die Mehrzahl der Einwohner allein mit ihrer Anwesenheit gegen sich auf. Obwohl die Zigeuner kein Deutsch sprechen, suchen sie als einzigen Einwohner den Maler Gohl auf. In dem Jahr, als Gohl auf der Guldenburg zu arbeiten beginnt, erscheinen die Zigeuner erstmals nach dem Kriege wieder in der Stadt und bleiben dann nach Horns Todesjahr für immer fern. Herr Gohl kann dem unbekannten Guldenberger Einwohner die schriftliche Denunziation seiner Tochter im Jahr 1943 nicht verzeihen. Er versteht sich nur noch mit Menschen, die ebenfalls zu den Opfern des Dritten Reiches zählen.
Totengespräche
Jedes der acht Kapitel des Romans hat einen Prolog; genauer, einen Dialog, in dem der Tote – also Horn – an die Guldenberger appelliert, sich an das Jahr 1957 zu erinnern. Das ist lange her. Die Antworten fallen entsprechend kontradiktorisch aus.
Kiewitz liest den Text in dem Zusammenhang auch als so etwas wie eine Heilsgeschichte. Demnach tritt Horn – Opfer sowieso – auch noch als Erlöser aus dem Jenseits in Erscheinung. Damit lassen sich die Äußerungen der Guldenberger Erwiderer erklären. Alle fünf reden ausnahmslos über sich selbst. Ein Selbstmörder ist nach Kiewitz nicht erlöst. Die Guldenberger sollen – auf Horns Mahnruf aus dem Totenreich hin – den Versuch machen, ihn durch Erinnern zu erlösen.

## Rezeption
- Den Fall des Historikers Horn habe Hein frei erfunden, obwohl in Leipzig ein Philosoph namens Horn wirklich Suizid begangen habe. Hingegen das Zigeunerlager in der Kleinstadt sei nicht erfunden.[27]
- Erzählabsicht sei der Wunsch nach Veränderung.[28]
- Hein erzähle nach dem Motto „Aufbewahren für alle Zeit“.[29]

### Erstausgabe
- Christoph Hein: Horns Ende. Roman. 320 Seiten. Aufbau Verlag, Berlin 1985

### Verwendete Ausgabe
- Christoph Hein: Horns Ende. Roman. Mit einem Nachwort von Christel Berger. 298 Seiten. Faber & Faber, Leipzig 1996. ISBN 3-928660-58-6[30]

### Ausgaben
- Christoph Hein: Horns Ende. 245 Seiten. Luchterhand, Darmstadt/Neuwied 1985 (1. Aufl., 8. Aufl. 1992)
- Christoph Hein: Horns Ende. Roman. 262 Seiten. Suhrkamp, Frankfurt am Main 2004 (als Taschenbuch 320 Seiten).

### Sekundärliteratur
- Heinz-Peter Preußer: Zivilisationskritik und literarische Öffentlichkeit. Strukturale und wertungstheoretische Untersuchung zu erzählenden Texten Christoph Heins. (Bochumer Schriften zur deutschen Literatur; Bd. 26). Peter Lang, Frankfurt am Main 1991, ISBN 3-631-44084-7 (S. 45–76)
- Klaus Hammer (Hrsg.): Chronist ohne Botschaft. Christoph Hein. Ein Arbeitsbuch. Materialien, Auskünfte, Bibliographie. Aufbau-Verlag, Berlin 1992, ISBN 3-351-02152-6 (S. 113–146)
- Wilfried Barner (Hrsg.): Geschichte der deutschen Literatur. Band 12: Geschichte der deutschen Literatur von 1945 bis zur Gegenwart. Beck, München 1994. ISBN 3-406-38660-1
- Christl Kiewitz: Der stumme Schrei. Krise und Kritik der sozialistischen Intelligenz im Werk Christoph Heins. Stauffenburg Verlag, Tübingen 1995 (Diss. Universität Augsburg 1994), ISBN 3-86057-137-0 (S. 196–234)
- Bärbel Lücke: Christoph Hein. Horns Ende. Interpretation. R. Oldenbourg Verlag, München 1994 (1. Aufl.), ISBN 3-486-88671-1
- Terrance Albrecht: Rezeption und Zeitlichkeit des Werkes Christoph Heins. Peter Lang, Frankfurt am Main 2000, ISBN 3-631-35837-7
- Rüdiger Bernhardt: Zivilisation und Mythos in „Das Wildpferd unterm Kachelofen“ und „Horns Ende“. In: Ders.: Der vergessene Mythos – die zerstörerische Zivilisation: zum Werk Christoph Heins. Edition Schwarzdruck, Gransee 2021, ISBN 978-3-96611-014-3 (S. 120–138).